# Dialectes mandarins
Voir aussi : Syllabe en mandarin

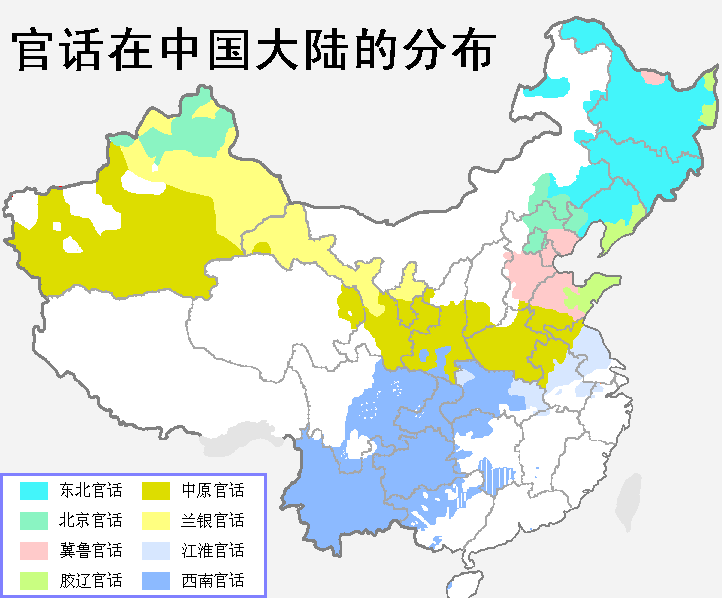
Distribution en République populaire de Chine des 8 principaux dialectes du mandarin :
东北 Dōngběi (Nord-Est)
北京 Běijīng (Pékinois)
冀鲁 Jìlǔ (Hebei et Shandong)
胶辽 Jiāoliáo (Shandong et Liaoning)
中原 Zhōngyuán (Plaines centrales)
兰银 Lányín (Gansu, Ningxia et Xinjiang)
江淮 Jiānghuái (Chángjiāng et Huáihé)
西南 Xīnán（Sud-Ouest)

Le mandarin, utilisé en un sens large pour évoquer les dialectes chinois qui s'étendent du nord au sud-ouest de la Chine, peut se référer à diverses réalités, et en particulier à deux conceptions principales de la langue parlée (le baihua est généralement utilisé à l'écrit pour les différentes langues et registres) : 
1. les différents dialectes mandarins ou Guanhua couvrent une aire linguistique englobant près d'un milliard de personnes. Il existe cependant des variations régionales quant à la prononciation, le vocabulaire et la grammaire entre les différentes régions. Ce de façon équivalente (avec des différences plus grandes) aux variations qui peuvent se retrouver dans les différentes variations d'autres grandes langues telles la langue anglaise (Angleterre, Écosse, Inde, États-Unis, ...) ou la langue néerlandaise (Pays-Bas, Belgique, Afrique du Sud, Suriname). Un locuteur mandarin du nord-est peut difficilement communiquer avec un locuteur mandarin du sud-ouest.
2. le mandarin standard ou Putonghua a été promu de façon active par la République populaire de Chine, la République de Chine et Singapour en tant que seconde langue de communication pour leurs citoyens. Dès lors, les locuteurs natifs d'un dialecte mandarin s'expriment généralement en leur langue maternelle ou en mandarin standard en y incluant de nombreux éléments provenant de l'autre variété. Le mandarin taïwanais par exemple, est devenu une variante identifiable du mandarin standard tel que défini par les autorités. Le mandarin standard est parfois par ailleurs improprement identifié au mandarin de Pékin (Běijīng huà, Běijīng fāngyán, Jīng piànzi (京片子)). À Taïwan, certaines personnes épousant la thèse de l'indépendance évoque le mandarin sous le nom de Beijing hua (dialecte de Pékin) au lieu de Guoyu pour promouvoir l'idée que le taïwanais devrait être la langue nationale.

En général, les prononciations locales du mandarin s'écartent de la prononciation standard au fur et à mesure que l'on s'éloigne de Pékin. Certaines régions, comme le Heilongjiang par exemple, ont des prononciations qui ne s'écartent pas de façon significative de la prononciation standard, mais les exceptions sont nombreuses : des villes proches de Pékin, telles Tianjin, Baoding, Shenyang, ou Dalian, ont des prononciations spécifiques marquées. En revanche à Shenzhen, par exemple, ville de « colonisation » récente dans l'aire cantonaise, est également parlé un mandarin proche du mandarin standard.
Au quotidien pour les Chinois, « mandarin » fait généralement référence au mandarin standard(Pǔtōnghuà / 普通話 ou Guóyǔ / 國語), plus rarement aux langues parlées dans le nord (Guānhuà / 官話 ou Běifāng huà / 北方話). De l'étranger, le mandarin constitue un groupe de dialectes, dont l'intelligibilité mutuelle est variable. Ce groupe de parlers est l'objet d'une reconnaissance établie chez les linguistes, mais qui n'est pas nécessairement reconnue en dehors des cercles académiques. Lorsque l'on interroge un locuteur d'un dialecte mandarin, celui-ci ne va généralement pas reconnaitre qu'il parle une variante du mandarin (Guānhuà / 官話), mais plutôt sa variante locale (Huà / 話; ex. : dialecte du Sichuan ou dialecte du nord-est), en le considérant comme différent du « mandarin standard » (putonghua); il n'auront pas nécessairement conscience que les linguistes classent leur dialecte comme une forme du « mandarin » au sens linguistique ou vu de l'étranger. Il n'existe d'ailleurs pas d'identité culturelle liée au mandarin transversale aux différents dialectes, de par notamment l'importante diversité culturelle des locuteurs et leur éparpillement géographique.

## Les différents dialectes
En général, on distingue les différents dialectes suivants du mandarin :

Distribution du mandarin parmi les langues parlées en Chine; le mandarin figure en brun clair, le jin en brun foncé (cliquer sur le double rectangle à droite pour obtenir une image plus grande)

- dialecte de Pékin et ses environs, tels Chengde, Hebei. C'est la base du mandarin standard
- dialecte du nord-est, parlé dans le nord-est de la Chine, soit en fait la Mandchourie, à l'exception de la péninsule de Liaodong
- dialecte jilu, soit le dialecte des provinces de Hebei (« Ji ») et du Shandong (« Lu »), sauf la péninsule de Jiaodong
- dialecte jiaoliao, le dialecte parlé dans la péninsule de Jiaodong et la péninsule de Liaodong
- dialecte zhongyuan (« plaine centrale »), soit le parler de la province du Henan, du centre de la province du Shaanxi dans la vallée du Fleuve Jaune, et du sud du Xinjiang
- dialecte lanyin, parlé dans la province de Gansu (avec pour capitale Lanzhou) et dans la région autonome de Ningxia (avec pour capitale Yinchuan), ainsi qu'au Xinjiang septentrional. La langue doungane, une langue chinoise parlée au Kirghizistan, appartient également à cette catégorie
- dialecte du sud-ouest, parlé dans les provinces du Hubei, du Sichuan, du Guizhou, du Yunnan, et dans certaines parties du Guangxi
- dialecte jianghuai (ou Xia-Jiang), parlé en certaines parties des provinces du Jiangsu et d'Anhui sur la rive nord du Yangtze, ainsi qu'en certaines régions de la rive sud, telles Nankin, Jiangsu, Jiujiang, Jiangxi, etc.

De plus, le jin est parfois considéré comme un dialecte du mandarin, sous la dénomination Qin-Jin. Cependant, les catégorisations actuelles le considèrent comme une langue indépendante, au même niveau que le mandarin.
L'importance géographique de la distribution du mandarin a une explication historique. À l'origine, cette langue est seulement présente au nord de l'actuel territoire de la République populaire de Chine. Au XIIe siècle, le sud-ouest du pays (Sichuan) se trouvant dépeuplé, sans doute à cause d'une épidémie de peste noire, d'importants mouvements de population intervinrent du nord vers le sud-ouest de la Chine pour repeupler et exploiter cette partie du royaume.
Originaire du nord-est de la Chine continentale, le mandarin s'est diffusé avec l'expansion Han, pour être freiné au nord-ouest par le désert de Gobi de Mongolie, au sud-ouest par le plateau Tibétain, et au sud-est par les régions peuplées qui ont gardé leurs traditions linguistiques. Les migrations de populations spécifiques expliquent les extensions parfois étonnantes de certains dialectes.
Voir aussi : Liste des langues chinoises, section mandarin

## Phonologie
De par les différences dans la prononciation, tous les dialectes du mandarin ne sont pas mutuellement intelligibles. 
Dès lors, les personnes qui parlent une forme du mandarin qui n'est pas complètement intelligible avec le mandarin standard vont généralement considérer leur discours en langue maternelle comme différent du mandarin standard. Des locuteurs érudits vivant dans des villes du sud-ouest du pays telles Guilin ou Kunming sont généralement capables de s'exprimer aussi bien en mandarin local qu'en mandarin standard, les considérant comme deux parlers différents.
De plus, il n'est pas rare que deux locuteurs qui tentent de parler ce qu'ils considèrent chacun comme le mandarin standard aient des difficultés à se comprendre.

### Initiales
- les locuteurs de la partie méridionale de la Mandchourie et du sud de la Chine confondent les initiales zh, ch, sh /tʂ tʂʰ ʂ/ et z, c, s /ts tsʰ s/, pouvant substituer les unes aux autres. (zhi devient zi, chi devient ci, shi devient si, et ri /ɻ/ ou /ʐ/ peut être prononcé IPA /z/.) Cela est également courant dans le mandarin parlé à Taïwan. La plupart des autres aires linguistiques du mandarin distinguent clairement zh ch sh et z c s, mais en s'écartant parfois des normes du mandarin standard.
- les initiales j- q- x- /tɕ tɕʰ ɕ/ sont le résultat de la réunion des historiques gi- ki- hi- /kj kʰj xj/ et zi- ci- si- /tsj tsʰj sj/. Certains dialectes les séparent cependant toujours. De nombreux dialectes ne distinguent pas zi- ci- si-, dont la prononciation ancienne unique est ainsi gardée (ainsi que cela se pratique d'ailleurs dans le représentations de l'Opéra de Pékin, en référence au chinois médiéval). D'autres dialectes, notamment certains dialectes Jiao-Liao, gardent également une prononciation de gi- ki- hi- proche des prononciations anciennes.
- de nombreux dialectes du sud-ouest mélangent f- /f/ et hu- /xw/, substituant l'un à l'autre en certaines ou en toutes circonstances. Par exemple, fei /fei/ « voler » (pour un oiseau) et hui /xwei/ « poussière » peuvent se confondre en certaines régions.
- en certaines régions, en particulier méridionales, les locuteurs ne distinguent pas les sons des initiales l- /l/ et n- /n/, et peuvent les mêler en certains ou en tous mots, vers l- ou n-.
- de nombreux locuteurs mandarins en différentes régions peuvent utiliser des initiales différentes là où le mandarin standard utilise l'initiale r- /ʐ/. les alternatives courantes sont y-, l-, n-, et w- /j l n w/.
- Ng- /ŋ/, utilisé en tant qu'initiale par les formes anciennes de la langue chinoise, a été perdu par le dialecte de Pékin (et ne figure dès lors pas en mandarin standard), mais est toujours utilisé en certains dialectes mandarins.
- les dialectes de Xi'an et Lanzhou ont /pf/ /pfʰ/ /f/ /v/ alors que le mandarin standard utilise zhu- chu- shu- ru- /tʂw tʂʰw ʂw ɻw/. Par exemple, /pfu/ « cochon » en mandarin standard, zhu /tʂu/, /fei/ « eau » en mandarin standard shui /ʂwei/, /vã/ « léger » en mandarin standard ruan /ɻwæn/.

Voir aussi : Syllabe en mandarin

### Finales
- En plusieurs dialectes mandarins d'importance, les finales ai ei ao ou /ai ei ɑu ɤu/ sont prononcées comme des monophtongues (par exemple sans glissement).
- les mandarins de Pékin et du nord-est ont subi plus de fusions de voyelles que d'autres variétés du mandarin. Par exemple :

| Caractère | Signification | Standard (Pékin) | Standard (Pékin) | Jinan (Ji Lu) | Xi'an (Zhongyuan) | Chengdu (Sud-ouest) | Yangzhou (Jianghuai) |
| Caractère | Signification | Pinyin           | IPA              | Jinan (Ji Lu) | Xi'an (Zhongyuan) | Chengdu (Sud-ouest) | Yangzhou (Jianghuai) |
| --------- | ------------- | ---------------- | ---------------- | ------------- | ----------------- | ------------------- | -------------------- |
| 課        | leçon         | ke               | kʰɤ              | kʰə           | kʰuo              | kʰo                 | kʰo                  |
| 客        | invité        | ke               | kʰɤ              | kʰei          | kʰei              | kʰe                 | kʰəʔ                 |
| 果        | fruit         | guo              | kuo              | kuə           | kuo               | ko                  | ko                   |
| 國        | pays          | guo              | kuo              | kuə           | kue               | kue                 | kɔʔ                  |

- - des finales de mandarin standard telles que e, o, ai, ei, ao, u, üe, et ie /ɤ  o ai ei ɑu u yɛ iɛ/ sont souvent remplacées de façon peu prévisible en d'autres dialectes. Les règles de ces changements sont complexes, et doivent être replacées dans le contexte de la phonologie du chinois médiéval (et en particulier les interactions avec des consonnes occlusives en finale) pour être comprises.
- la médiane -u- /w/, présente avec une consonne alvéolaire, est généralement abandonnée en dialecte mandarin du sud-ouest. Par conséquent l'on obtient dei /tei/ « droit » alors que le mandarin standard prononce dui /twei/, ten « hirondelle » /tʰən/ là où le mandarin standard prononce tun /tʰwən/.
- Les dialectes mandarins du sud-ouest utilisent les morphèmes gai kai hai /kai kʰai xai/ en certains mots (pas tous) là où le mandarin standard prononce généralement jie qie xie /tɕiɛ tɕʰiɛ ɕiɛ/. C'est une caractéristique typique du mandarin du sud-ouest, qui le rend ainsi aisément identifiable. Par exemple, hai « chaussure » au lieu de xie en mandarin standard, gai « rue » au lieu de jie.
- Dans certaines régions (en particulier le sud-ouest), la finale -ng /ŋ/ devient -n /n/. Cela se retrouve en particulier pour les paires -en/-eng /ən ɤŋ/ et -in/-ing /in iŋ/. Jīn « métal or » et jīng « capitale » par exemple ont dès lors une même prononciation en ces dialectes.
- Certains dialectes du mandarin utilisent un coup de glotte final dans certains mots. Voir le point après « Tons ».
- la coloration de -R (Suffixe -er), une caractéristique importante du mandarin, fonctionne de manière relativement différente dans les dialectes du sud-ouest. Là où le mandarin standard garde généralement la syllabe intacte après avoir ajouté le -r /ɻ/ rothique final, le -r remplace pratiquement la totalité de la syllabe dans les dialectes du sud-ouest.

### Tons
- En général, deux locuteurs de dialectes mandarins n'ont jamais le même jeu de valeurs de tons. Par ailleurs, la plupart des zones où sont parlés les dialectes mandarins sont une distribution de tons. Par exemple, les dialectes de Jinan, Chengdu, Xi'an, etc., ont tous quatre tons correspondant aux tons de Pékin, de valeur 55, 35, 214, et 51. L'exception à ce phénomène est la distribution des noms utilisant l'ancien ton d'entrée, qui varient selon les différents dialectes du mandarin.
- le ton d'entrée, un ton du chinois médiéval, existe toujours dans les dialectes jianghuai et certains dialectes du sud-ouest. Il est d'une courte durée comparée aux autres tons, et quand il est utilisé, la syllabe se termine par un coup de glotte /ʔ/. Cela est courant dans les langues chinoises non-mandarines, telles le jin et le wu. Des langues encore plus conservatrices, telle le cantonais, ont un jeu complet de consonnes occlusives finales, telles -p, -t, -k, associées avec un ton d'entrée. Des dictionnaires anciens, tels le Mathews' Chinois-Anglais, mentionnent le ton d'entrée avec le caractère 5 pour le ton.
- le mandarin standard utilise beaucoup de tons neutres pour la seconde syllabe d'un mot bi-syllabique (en fait des syllabes dont la tonalité est si courte et légère qu'il est impossible de la déterminer) ce qui est également une caractéristique des dialectes septentrionaux. Cependant, en de nombreux endroits, et notamment vers le sud, les deux syllabes sont clairement affectées d'un ton, ce qui est aussi une caractéristique des langues chinoises méridionales n'appartenant pas au groupe mandarin.

Variation de la distribution des tons :
- V- = consonne initiale muette
- L = consonne initiale sonore
- V+ = consonne initiale non mette non sonore

| Chinois médiéval Ton      | Chinois médiéval Ton      | Ping "level tone" | Ping "level tone" | Ping "level tone" | Shang "ton montant" | Shang "ton montant" | Shang "ton montant" | Qu "departing tone" | Qu "departing tone" | Qu "departing tone" | Ru "ton d'entrée"             | Ru "ton d'entrée" | Ru "ton d'entrée" |
| Chinois médiéval Initiale | Chinois médiéval Initiale | V-                | L                 | V+                | V-                  | L                   | V+                  | V-                  | L                   | V+                  | V-                            | L                 | V+                |
| Mandarin moderne          | Beijing                   | Yin Ping          | Yang Ping         | Yang Ping         | Shang               | Shang               | Qu                  | Qu                  | Qu                  | Qu                  | redistributed with no pattern | Qu'               | Yang Ping         |
| Mandarin moderne          | Nord-est                  | Yin Ping          | Yang Ping         | Yang Ping         | Shang               | Shang               | Qu                  | Qu                  | Qu                  | Qu                  | redistributed with no pattern | Qu'               | Yang Ping         |
| Mandarin moderne          | Ji-Lu                     | Yin Ping          | Yang Ping         | Yang Ping         | Shang               | Shang               | Qu                  | Qu                  | Qu                  | Qu                  | Yin Ping                      | Qu'               | Yang Ping         |
| Mandarin moderne          | Jiao-Liao                 | Yin Ping          | Yang Ping         | Yang Ping         | Shang               | Shang               | Qu                  | Qu                  | Qu                  | Qu                  | Shang                         | Qu'               | Yang Ping         |
| Mandarin moderne          | Zhongyuan                 | Yin Ping          | Yang Ping         | Yang Ping         | Shang               | Shang               | Qu                  | Qu                  | Qu                  | Qu                  | Yin Ping                      | Yin Ping          | Yang Ping         |
| Mandarin moderne          | Lan-Yin                   | Yin Ping          | Yang Ping         | Yang Ping         | Shang               | Shang               | Qu                  | Qu                  | Qu                  | Qu                  | Qu'                           | Qu'               | Yang Ping         |
| Mandarin moderne          | Sud-ouest                 | Yin Ping          | Yang Ping         | Yang Ping         | Shang               | Shang               | Qu                  | Qu                  | Qu                  | Qu                  | Yang Ping                     | Yang Ping         | Yang Ping         |
| Mandarin moderne          | Jianghuai                 | Yin Ping          | Yang Ping         | Yang Ping         | Shang               | Shang               | Qu                  | Qu                  | Qu                  | Qu                  | Ru                            | Ru                | Ru                |

Variation de contour de ton :
| nom de ton | nom de ton   | Yin Ping | Yang Ping | Shang | Qu'      | Ru    |
| Pékin      | Pékin        | 55       | 35        | 214   | 51       |       |
| Nord-est   | Harbin       | 44       | 24        | 213   | 52       |       |
| Ji-Lu      | Tianjin      | 21       | 35        | 113   | 53       |       |
| Ji-Lu      | Shijiazhuang | 23       | 53        | 55    | 31       |       |
| Jiao-Liao  | Yantai       | 31       | (55)      | 214   | 55       |       |
| Zhongyuan  | Zhengzhou    | 24       | 42        | 53    | 312      |       |
| Zhongyuan  | Luoyang      | 34       | 42        | 54    | 31       |       |
| Zhongyuan  | Xi'an        | 21       | 24        | 53    | 44       |       |
| Zhongyuan  | Tianshui     | 13       | 13        | 53    | 24       |       |
| Lan-Yin    | Lanzhou      | 31       | 53        | 33    | 24       |       |
| Lan-Yin    | Yinchuan     | 44       | 53        | 53    | 13       |       |
| Sud-ouest  | Chengdu      | 44       | 21        | 53    | 213      |       |
| Sud-ouest  | Xichang      | 33       | 52        | 45    | 213      | 31    |
| Sud-ouest  | Kunming      | 44       | 31        | 53    | 212      |       |
| Sud-ouest  | Wuhan        | 55       | 42        | 35    |          |       |
| Sud-ouest  | Liuzhou      | 44       | 31        | 53    | 24       |       |
| Jianghuai  | Yangzhou     | 31       | 35        | 42    | 55       | 5     |
| Jianghuai  | Nantong      | 21       | 35        | 55    | 42, 213* | 4, 5* |

* Les dialectes de et autour de Nantong ont typiquement plus de quatre tons, en raison de l'influence de la zone wu voisine.

## Vocabulaire
En général, les principales variantes dans le vocabulaire concernent l'argot, les termes familiers, les noms relevant de la culture rurale (plantes, animaux), ainsi que divers noms de la vie courante. La langue « formelle » (sciences, travail, termes légaux) est la moins affectée par ces variations.
Le mandarin du nord-est en particulier inclut un certain nombre de termes issus des langues altaïques qu'il côtoie, termes qui lui deviennent dès lors généralement propres.

## Grammaire

### Particules de fin de phrase
Essentiellement présentes dans la langue orale, les particules de fin de phrase sont porteuses de sens en affectant la signification de la phrase. À l'instar du vocabulaire (on parle alors d'hyponyme), les particules peuvent varier grandement selon l'endroit. Par exemple, la particule 嘛 (ma), qui est surtout utilisée dans les dialectes du nord-est pour évoquer l'évidence ou la controverse, est généralement remplacée par 哟 (yo) pour cet usage dans le sud. D'autres exemples existent dans l'usage journalier et informel.

### Redoublement
Une caractéristique du mandarin du sud-ouest est l'utilisation fréquente du redoublement du nom, qui n'est généralement pas utilisé en mandarin standard. Au Sichuan, baobao est utilisé pour « sac-à-main » alors que bao'r est utilisé à Pékin.

## Le mandarin et le système d'éducation
Autant en Chine continentale qu'à Taïwan, le mandarin est appris aux chinois Han par immersion dès les premiers niveaux scolaires. L'ensemble du système scolaire est soumis au mandarin, à l'exception de certains cours donnés en langue locale quelques heures par semaine, depuis le milieu des années 1990.

## Implications sociales
De la Chine septentrionale jusqu'au Sichuan, et en d'autres contrées où l'on parle la « langue du nord », les variations locales du mandarin constituent la langue maternelle des populations habitant ces régions. L'éducation de masse et normalisée n'a jusqu'à présent pas effacé ces différences régionales. Au sud, l'interaction entre le mandarin et les langues locales a historiquement créé des versions locales de la « langue du nord » qui sont relativement différentes du standard de Pékin, tant pour la prononciation que pour la grammaire. Par exemple, le mandarin parlé à Taïwan par des étudiants s'exprimant habituellement en taïwanais (un dialecte du min méridional) ou en hakka comme langue maternelle, présente une grammaire, un vocabulaire et une prononciation qui sont différents du guoyu standard, créant une version du mandarin généralement dénommée mandarin taïwanais. De même à Singapour, le brassage multiculturel de la cité-état, avec notamment de nombreux locuteurs chinois de langues non-mandarines, a donné naissance à une langue généralement connue sous le nom de mandarin singapourien.
Bien que la prononciation du mandarin standard soit considérée comme la norme officielle, parler en une région avec la prononciation du mandarin standard ou sans l'accent local peut être mal vu, et faire passer le locuteur pour un étranger. Dès lors, la plupart des locuteurs chinois, y compris les dirigeants politiques, n'essaient pas de parler mandarin avec la prononciation du mandarin standard. Dans certains cas, comme pour Mao Zedong et Tchang Kaï-chek, cela avait pour conséquence de rendre le discours de ces personnalités politiques largement inintelligible pour de nombreux chinois. Une autre conséquence de cette diversité linguistique est que les hommes politiques chinois n'ont pas une grande tradition de discours, et que de nombreuses déclarations officielles se font dès lors préférentiellement par écrit.